# Malva iljinii
Malva iljinii là một loài thực vật có hoa trong họ Cẩm quỳ. Loài này được Riedl mô tả khoa học đầu tiên.